# Casper Slots
Casper Slots (født 1985) er en dansk atlet medlem af Esbjerg AM tidligere i Odense Atletik/OGF.
Casper Slots vandt sølv ved de dansk mesterskaber i højdespring 2011 med et spring på 1,97.

## Danske mesterskaber
- Sølv 2011 Højdespring 1,97

## Personlig rekord
- Højdespring: 2,03 2010